# Chinthe

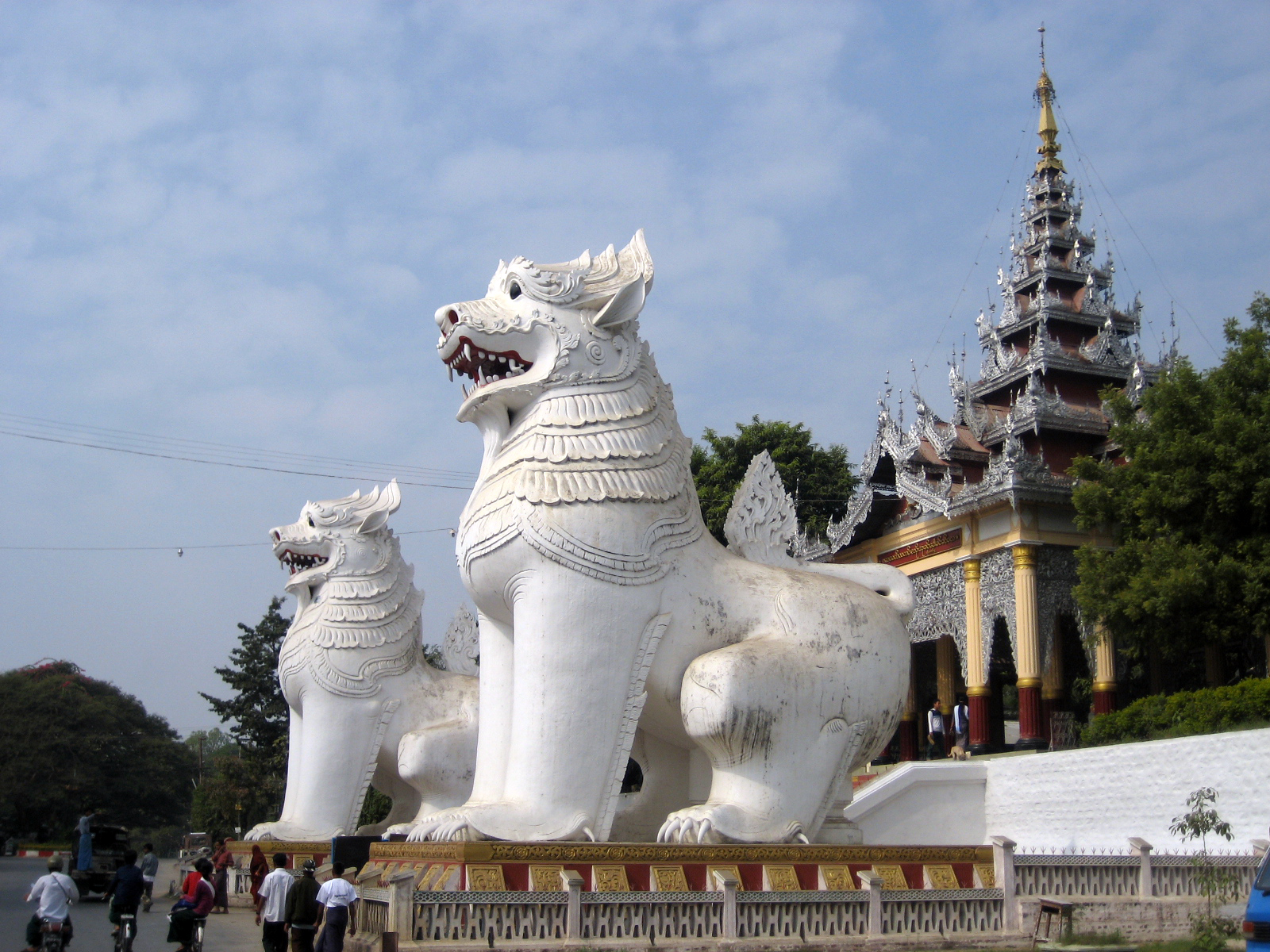
Esempio di Chinthe a Mandalay Hill nel Myanmar

La Chinthe è una creatura mitologica simile al leone, che è situata alle entrate delle pagode o i templi in Birmania (stupe). La Chinthe serviva a proteggere la stupa. Si tratta dalla locale evoluzione del leone guardiano tipico della Cina.
Nelle leggende è solitamente visto come una creatura totalmente animale ma può anche possedere un viso umano e il corpo animale. La storia che motiva la presenza dei Chinthe è data grazie a una leggenda; essa narra che una principessa, sposata con un leone, ebbe un figlio. Dopodiché la principessa abbandonò il leone che si arrabbiò e cominciò a terrorizzare chiunque. Il figlio, infastidito dalla presenza di questo leone che terrorizzava la popolazione, andò alla sua ricerca e, una volta trovato, lo uccise. Il figlio, tornato a casa dalla madre, affermò di aver ucciso il malvagio leone. La madre spiegò che un tempo erano stati sposati per cui il figlio capi di aver ucciso suo padre. Per espiare per il suo peccato costruì una statua in memoria del padre e divenne custode di un tempio.